# Popularität
Popularität (Adj. populär, vom lat. populus „Volk“) bezeichnet
1. die Beliebtheit/Bekanntheit oder Volkstümlichkeit z. B. einer Person oder Sache oder
2. die Gemeinverständlichkeit einer Sache[1][2].

## Messung von Beliebtheit durch Meinungsumfragen
Meinungsforschungsinstitute messen von Zeit zu Zeit im Auftrag oder zur Publikation die Popularität von Menschen oder Ideen durch Meinungsumfragen. Hauptsächlich in Wahlkampfzeiten werden dann Popularitätsskalen von Politikern aufgestellt. Ein bekanntes Beispiel ist das Politbarometer, dass im ZDF ausgestrahlt wird.

## Messung von Beliebtheit über das Internet
Die Popularität eines „Objekts“ (Person, Unternehmen, Produkt, Ort usw.) kann auch über das Internet gemessen werden. Hierbei wird über geeignete Suchanfragen untersucht, wie häufig und in welchem Kontext dieses Objekt auf Seiten im Internet erwähnt wird. Wenn man die Ergebnisse von Objekten „gleicher Art“ (Filmschauspieler, Ärzte aus beispielsweise Bochum, MP3-Player-Hersteller usw.) zusammenfasst, lässt sich daraus eine Rangordnung erstellen. Geschieht dies vergleichend für eine Gruppe von Objekten, entsteht ein Webranking. Dabei werden von Firmen wie Google ebenfalls bestimmte Algorithmen eingesetzt, die die Interessen der Nutzer analysieren und darauf angepasste Suchergebnisse in das Webranking aufnehmen.

## Mechanismen der Beliebtheit
Popularität erhält einen Selbstverstärkungsmechanismus dadurch, dass die Massenmedien populäre Akteure und Events verkoppeln. 1966 behauptete John Lennon: „Die Beatles sind heute populärer als Jesus.“ und löste damit eine Diskussion über den Starkult aus. Die Folgen waren öffentliche Plattenverbrennungen durch fundamentale Christen, Radioboykotte und Morddrohungen. Was die Popgruppe auf der einen Seite an Popularität verlor, verschaffte ihr aber auch andererseits in der damals rebellierenden Jugend neuen Zulauf. Erst wenn Ereignisse eintreten oder Äußerungen fallen, die einem gesamtgesellschaftlichen Konsens entgegenstehen, verliert ein Politiker oder Schlagerstar an Popularität.

## Gemeinverständlichkeit
Die Gemeinverständlichkeit eines Vortrags, eines Buches o. ä. setzt zunächst die Darstellung eines wissenschaftlichen und/oder fachlichen Gegenstandes sowie ein bezüglich dieser/s Wissenschaft/Fachs nicht (wesentlich) vorgebildetes Publikum voraus. Daraus ergibt sich, dass die Grundlagen dieser/s Wissenschaft/Fachs (Termini, Argumentationen, Grundwissen etc.) nicht vorausgesetzt werden können und entweder innerhalb der Darstellung erläutert oder durch verschiedene Techniken wie z. B. bildhafte bzw. beispielhafte Formulierung ersetzt werden müssen. Die Gemeinverständlichkeit ist damit ein anderes Konzept als die Verständlichkeit eines Textes.
Gerade in den Massenmedien müssen zwangsläufig die meisten Darstellungen gemeinverständlich erfolgen. Besonders sichtbar wird dieser Trend im Fernsehen z. B. durch Geschichtssendungen, Wissenschaftsshows etc.

## Zusammenhang zwischen Beliebtheit und Gemeinverständlichkeit
Ein Mensch kann seine Popularität gerade dadurch erreichen, dass er ein allgemein als unverständlich angesehenes Fachgebiet vertritt, dieses aber einem breiten Publikum zugänglich macht. Siehe z. B. den Astrophysiker Stephen Hawking oder den Physiker Harald Lesch, wobei dieser seine Popularität unter anderem über den ZDF erreichen konnte.

## Belege
1. ↑  DWDS – Digitales Wörterbuch der deutschen Sprache. Abgerufen am 17. Januar 2021.
2. ↑  Duden | Popularität | Rechtschreibung, Bedeutung, Definition, Herkunft. Abgerufen am 17. Januar 2021.